# Distretto di Mihalgazi
Il distretto di Mihalgazi (in turco Mihalgazi ilçesi) è uno dei distretti della provincia di Eskişehir, in Turchia.